# 中村宏 (アナウンサー)
中村 宏（なかむら ひろし、1953年4月27日 - ）は、NHKのエグゼクティブアナウンサーである。

## 人物
栃木県出身。栃木県立宇都宮工業高等学校を経て、明治学院大学を卒業後、1977年に入局した。
現在は京都市に在住する。

## 現在の出演番組
- 関西発ラジオ深夜便 アンカー（毎月第2金曜日担当）
- 関西のニュース（ラジオ）（土曜・日曜・祝日 12時10分 - 12時15分）

## 過去の出演番組
- FMリクエストアワー（1986年頃）岐阜局
- ラジオあさいちばん
- ウイークエンド中部（2001年度）
- 関西ラジオワイド（2007年4月 - 2008年6月）
- 今夜も生でさだまさし 奈良よし!鹿よし!あをによし!（2009年8月1日未明） - 『ならナビ』の土屋加恵ら奈良局の女性キャスター3人とともに奈良局の取り組みを紹介した。奈良県を主会場とするインターハイ期間中で多忙のため、番組終了時の手振りあいさつは参加しなかった。